# Grigore al II-lea de Neapole
Grigore al II-lea (d. 794) a fost duce de Neapole de la 766 până la moarte.
Grigore a fost fiul mai mare al ducelui Ștefan al II-lea de Neapole. El a reușit să lărgească puterea ducatului de Neapole în detrimentul suzeranilor săi bizantini. De asemenea, a menținut reformele administrative inițiate de tatăl său. La sfârșit, Grigore a abdicat și s-a retras la mănăstire, lăsând guvernarea în mâinile fiului său.
Grigore al II-lea a fost succedat de un alt descendent al lui Ștefan al II-lea, Theofilact al II-lea.